# 吴泽 (1985年)
吴泽（1985年6月8日—），男，天津人，中国前足球运动员，司职后卫，曾效力于天津泰达。

## 职业生涯

### 青年队
- 青少年时代进入中国著名青训俱乐部天津火车头。
- 2000年与杨程、关震、万程、杨增奇、刘剑、李丹、苑维玮、张金共九名球员转会到山东鲁能泰山，进入鲁能足校。

### 俱乐部
- 2003年进入山东鲁能泰山一线队。
- 2005年转会至天津泰达。由于队中边后卫位置常年由曹阳、谭望嵩、白岳峰、丁祥瑞、何杨、聊博超等人占据，使得他数年间鲜有出场机会。由于身体条件并非十分出色，因此他也没有得到自刘春明以来数任主教练的重用。即便是在边后卫人员短缺的时候，球队也只是用蒿俊闵、吴伟安、迟嵘亮等中前场球员客串。2009年他代表天津队参加了当年的亚冠联赛，并且在对阵澳大利亚中央海岸水手的比赛中首发出场，帮助己队战胜对手。
- 2012年初因饱受伤病困扰而宣布退役。

### 国家队
- 2004年曾入选中国国青队。